# スライム (架空の生物)
スライム（英: slime）は、ファンタジー作品などに登場する粘液状あるいはゼリー状の体を持った架空の怪物である。英語においてはこのような怪物の総称としてウーズ（ooze）もよく使われる。また、ブロブ（blob）と言う表現も使われることがある。それぞれ英語において、slimeは「粘液、ねばねばしたもの（軟体動物のぬめりやナメクジの這い跡によく使われる）」、oozeは「沼地の泥、汚泥。血や鼻水、植物の茎からの汁などの流出液」、blobは「正体の判然としない、もしくは（液体や空気などの）不定形な塊、」を指す一般名詞である。
原義に従えばスライムとは不定形な粘液状のものを指す言葉だが、半固体のゼリー状（ゲル）の怪物もスライムに含めることが一般化している。あるいは、粘液状とゼリー状の両状態を行き来するもの、粘液状だが中心に固体もしくは半固体状の核組織を持つものなど、その設定・描写には作品ごとに多様性が見られる。スライムの体は有機質で出来ていると思しき半透明の塊として描写されることが多いが、液体金属や溶岩など非有機的な体を持つ設定であることも有る。
スライム（特に、粘液状のスライム）は「貪欲な食欲がある」「触れたものを溶かす、もしくは腐食させる」という性質を持つ設定の場合が多い。また、刃が素通りして切ってもすぐ切断面がくっ付く、あるいは切断してもそれぞれが新しい個体として分裂するために、刃物で倒すことが困難である設定がよく見られる。
怪物としての「スライム」ははっきりとした定義のある概念ではなくその線引きは曖昧だが、不定形の体を変形させて他の生き物や物体の姿を取ることが生態として特徴付けられるものは「シェイプシフター（Shapeshifter）」の一種に含められてスライムとは呼ばれないことが多い。また、『ターミネーター2』に登場する「T-1000」のような通常は特定の形態を取り必要に応じた場合のみ流動性を発揮するものや、水や泥といった自然物そのものが命をもって動く設定の怪物も、それが不定形であってもスライムには含められない傾向が強い。

## 歴史
人類の文化史上には様々な実在しない生物や現実にはありえない怪物が存在するが、それらは実在する生物の伝聞が歪んで伝わった結果として生まれたものであったり、実在する生物の特徴を誇張や合成することで創作されたものが多い。アメーバや変形菌（粘菌）が知られていなかった古代・中世の神話や物語において「不定形の体を持った怪物」の文献上の記載例は確認されていない。
このアイデアはジュール・ヴェルヌやH・G・ウェルズに端を発する19世紀後半の科学的小説の流れの中で生み出されたものだと考えられている。しかし、初期の作品には現存するものが少なく、その起源は不明瞭である。

### 初期の例
アメーバを怪物として描いた作品の中で古いものとしては、1923年に「Weird Tales」誌の第1巻1号に掲載されたAnthony M. Rudの『OOZE』が知られる。この作品では、実験により異常成長させられた単細胞アメーバが人間に襲いかかり、それにはナイフが効かず、銃も火も効果が薄いと考えられたので、餓死させることで退治された。また、微生物を巨大な怪物として描くという試みの先駆例としては、1906年にフランスのAndré Couvreurが発表した『Une invasion de macrobes』が存在する。
1907年に「Blue Book Magazine」6月号に載ったCharles Edmonds Walkによる作品『Odyle』に登場する怪物もアメーバ様だったと記録されているが、現存する原本が確認されておらず詳細は不明である。作中において、化学物質から生み出された細胞が増殖成長したものが知性を持って脱走し、人を襲った末に研究者に退治され、語り手は退治された怪物を「小さな谷間で渦巻いた奇妙なもの」として目撃するとされる。
また、海洋ホラーで知られるウィリアム・H・ホジスンは1912年の作品『The Derelict』において、「一見すると普通のカビのように床や家具を覆っているが、自ら動きだして人間を捕らえ肉を消化するドロドロとした菌類の塊」を描いている。

### 発展
「Weird Tales」や「Astounding Stories」、「Amazing Stories」などの初期のパルプ･マガジンを中心としたホラー作品、SF作品において様々な不定形の怪物が登場した。その性質は単純なアメーバや粘菌様のものに留まらず、宇宙空間を遊泳するもの、高度な知性やテレパシー能力を持つもの、人間が変化した一種のミュータントなど、様々であった。そうした中で現代でも著名なものとしては、H・ P・ラヴクラフトが1936年に『狂気の山脈にて』で描いた「ショゴス」が挙げられる。ジョセフ・ペイン・ブレナンの小説『Slime』（邦題：『沼の怪』）（1953）がこの種の怪物に対するスライムという名称の使用の走りと言われることが有るが、『Slime』の作中の怪物は「living slime」「hood of horror」「the thing」など様々な形容を以って呼ばれるのみで、特定の名称は存在しない。
初期のアメリカン・コミックスにおいても様々なスライムが描かれた。
不定形の怪物というアイデアは映画の題材としても使われ、特に、1958年の宇宙から来た不定形生物が人間を襲うパニックホラー映画『The Blob』（邦題：『マックイーンの絶対の危機』）がよく知られる。この映画は1950年にペンシルベニア州で発見された「Star Jelly」のニュースにインスピレーションを得た可能性があるとされる。Star Jellyとは流星と関連付けて語られる、雨の後などに地上や樹上に現れるゼリー状の物質であり、その記録は14世紀に遡る。その正体としては粘菌や藻類の塊であったり、また特に、カエルの卵保護分泌物である場合が多いとされる。また、この映画はジョセフ・ペイン・ブレナンの『Slime』との類似性が指摘され、実際に訴訟も発生した。

### 「剣と魔法のファンタジー」におけるスライム
現代のファンタジー創作、特にコンピュータゲーム作品に登場するスライムの直接的な源流としては、アメリカ発のゲイリー・ガイギャックスとデイヴ・アーネソンによる世界初のRPG（テーブルトークRPG）作品『ダンジョンズ&ドラゴンズ』（D&D）シリーズに登場する「ウーズ」と総称される怪物たちの影響が強い。ウーズ類は1974年の初代作品（OD&D）から登場しており、単細胞ないし群体生物の不定形生物で、触れるものを自らに同化したり、酸性の体液で武器や防具を腐食させたり、巨大に成長するなどの特徴を持ち、武器の攻撃を受けつけず炎（ないし冷気や電気などのエネルギー攻撃）を用いないと退治が困難という厄介な存在であった。これらの性質は、それ以降に登場した数多くのテーブルトークRPGのスライムに継承された。 
D&Dは古今の様々なファンタジー作品やＳＦ作品に影響を受けて創作された作品だが、ゲイリー・ガイギャックスはウーズ類についてのそれらの影響は部分的で、「ウーズ類やキャリオンクローラーはダンジョンの生態系におけるスカベンジャー（清掃動物）を意図して創作したものであり、アメーバや昆虫の幼虫などの自然のもの以外の特別のインスピレーション元はない」と回答している。
D&Dにおけるスライム（ウーズ）は「対処を間違えると危険な罠」という立ち位置であったが、D&Dを基にしたアメリカの1981年のコンピューターRPG作品『Wizardry』においてスライムは容易に武器で撃退可能な低レベル階層の敵として登場し、また日本においては『Wizardry』のそれを踏襲した『ドルアーガの塔』（1984）、『ハイドライド』（1984）と言ったコンピュータRPG作品が登場した。さらに、日本においてコンピュータRPGを大きく普及させた『ドラゴンクエスト』も『Wizardry』を踏襲してスライムを雑魚敵として登場させたことから、日本においてはスライムは「最弱のモンスター」であるというステレオタイプが形成され、また、以降様々なコンピュータRPGにおいてスライムが敵モンスターとして登場することが定番化している。初期のコンピュータRPGにおいてスライムが簡単に剣で倒せる序盤の敵として登場する例はアメリカにおいても『Beneath Apple Manor』（1978）、『Avatar』（1979）、『Rogue』（1985年IBM版）などが存在するが、しかしスライムはアメリカのコンピュータRPG文化では日本におけるような定番の存在ではなく、TRPGに由来するイメージが強い。
『Wizardry』におけるスライムは粘液状のグラフィックを与えられていたが、『ドルアーガの塔』（及び『ハイドライド』）、『ドラゴンクエスト』はスライムを定型の存在として描き、現代においては粘液状でなくゼリー状の存在であってもスライムに含める風潮を生んだ。また『ドラゴンクエスト』における鳥山明によるスライムの「涙滴型の体に目と口を持つ」コミカルで愛嬌のあるデザインも日本におけるスライムのイメージに大きな影響を与えた。ただし、顔のあるデザイン、コミカルなデザインのスライムという発想そのものが『ドラゴンクエスト』に起源を持つわけではない。
2000年代以降の日本のライトノベル、ネット小説や漫画文化においては、スライムであるとされるが通常時は人型を取っており、人と同様の知性を持ち、人間（あるいはエルフなどのファンタジー人種）の登場人物に準ずる存在として描かれるスライムが散見される。そうした「キャラクター」としてのスライムは（実際に性別があるかは別として）女性型のものが多く、サブカル文化においては「スライム娘」と呼ばれることもある。